# Michael Galitzen
Michael Riley Galitzen, używający pseudonimu Mickey Riley (ur. 6 września 1909 w Los Angeles, zm. 9 czerwca 1959 tamże) – amerykański skoczek do wody. Czterokrotny medalista olimpijski.

## Życiorys
Dwukrotnie startował w igrzyskach olimpijskich, w każdym starcie zdobywając medal. W igrzyskach w 1928 w Amsterdamie zdobył srebrny medal w skokach z trampoliny (za Pete’em Desjardinsem ze Stanów Zjednoczonych, a przed Faridem Simajką z Egiptu oraz brązowy medal w skokach z wieży (za Desjardinsem i Simajką).
Na kolejnych igrzyskach olimpijskich w 1932 w Los Angeles zwyciężył w skokach z trampoliny (przed swymi rodakami Haroldem Smithem i Richardem Degenerem), a w skokach z wieży zdobył srebrny medal (za Smithem, a przed Frankiem Kurtzem).
Później pracował w branży filmowej. Pośmiertnie w 1977 został wybrany do International Swimming Hall of Fame.